# Slovenska popevka 2008
Slovenska popevka 2008 je potekala 13. septembra v ljubljanskih Križankah. Voditelja prireditve sta bila Tajda Lekše in Jure Ivanušič. Kot posebni gostji sta nastopili zmagovalki Slovenske popevke 2007 Eva Černe in Damjana Golavšek. 
V času glasovanja občinstva so s svojimi uspešnicami nastopili tudi New Swing Quartet, Aleksander Mežek, Alenka Pinterič, Tinkara Kovač, Irena Vrčkovnik in Tomaž Domicelj. 
Med 76 skladbami, prispelimi na razpis, je strokovna izborna žirija (Igor Pirkovič, predstavnik TVS, Mojca Menart, predstavnica ZKP, Rudi Pančur, predstavnik Radia Slovenija, in Hugo Šekoranja, predstavnik Glasbene produkcije RTV SLO) izbrala 12 skladb, ki so se na festivalu predstavile ob spremljavi velikega revijskega orkestra RTV Slovenija. 

## Nastopajoči
| #   | Izvajalec                     | Naslov pesmi                 | Avtor glasbe                  | Avtor besedila                | Avtor aranžmaja              | Št. tel. glasov | Uvrstitev |
| --- | ----------------------------- | ---------------------------- | ----------------------------- | ----------------------------- | ---------------------------- | --------------- | --------- |
| 1.  | Frenk Nova                    | Razlog                       | Frenk Nova                    | Frenk Nova                    | Aleš Avbelj                  | 82              | 12.       |
| 2.  | SONS & Alenka Gotar           | Mostovi                      | Iztok Gustinčič               | Iztok Gustinčič, Alenka Gotar | Lojze Krajnčan               | 546             | 5.        |
| 3.  | Aleksandra Cavnik             | Se tudi tebi to dogaja?      | Marino Legovič                | Damjana Kenda Hussu           | Grega Forjanič               | 480             | 7.        |
| 4.  | Rdeči dečki z Dado in Edvinom | Midva se igrava              | Edvin Fliser                  | Aleksandra Šegula             | Lojze Krajnčan               | 295             | 10.       |
| 5.  | Tina Gačnik - Tiana           | Morje in nebo                | Marino Legovič                | Leon Oblak                    | Jaka Pucihar, Marino Legovič | 712             | 3.        |
| 6.  | Maja Slatinšek                | Ob svitu                     | Žiga Pirnat, Maja Slatinšek   | Žiga Pirnat, Maja Slatinšek   | Jaka Pucihar                 | 1111            | 2.        |
| 7.  | Lidija Kodrič                 | Ljubljana moja, moja mladost | Emil Glavnik                  | Metka Ravnjak - Jauk          | Tadej Tomšič                 | 332             | 9.        |
| 8.  | Lado Leskovar                 | Umetnica ljubezni            | Roman Zupančič                | Roman Zupančič                | Grega Forjanič               | 269             | 11.       |
| 9.  | Marko Vozelj                  | Te ni                        | Robert Smerekar, Marko Vozelj | Robert Smerekar, Marko Vozelj | Aleš Avbelj                  | 1546            | 1.        |
| 10. | Simona Černetič - Aynee       | Sivo mesto                   | Simona Černetič               | Simona Černetič               | Tadej Tomšič                 | 510             | 6.        |
| 11. | Gianni Rijavec                | Tam, nad vrhovi sanj         | Bor Zuljan                    | Leon Oblak                    | Patrik Greblo                | 440             | 8.        |
| 12. | Anžej Dežan                   | Šopek maka                   | Patrik Greblo                 | Milan Dekleva                 | Patrik Greblo                | 687             | 4.        |

## Nagrade
Nagrade strokovne žirije
- Nagrada za mladega perspektivnega avtorja ali izvajalca: Tina Gačnik - Tiana
- Nagrada za najboljšo interpretacijo: Anžej Dežan
- Nagrada za najboljše besedilo: Milan Dekleva za skladbo Šopek maka
- Velika nagrada strokovne žirije za najboljšo skladbo v celoti: Šopek maka Patrika Grebla (glasba) in Milana Dekleve (besedilo) v izvedbi Anžeja Dežana

Nagrada občinstva
- Velika nagrada občinstva na osnovi rezultatov telefonskega glasovanja: Te ni Roberta Smerekarja in Marka Vozlja (glasba, besedilo) v izvedbi Marka Vozlja